# Пожарище (Городищенское сельское поселение)
Пожарище — деревня в Нюксенском районе Вологодской области.
Входит в состав Городищенского сельского поселения, с точки зрения административно-территориального деления — в Городищенский сельсовет.
Расстояние по автодороге до районного центра Нюксеницы — 44 км, до центра муниципального образования Городищны — 4 км.
По переписи 2002 года население — 13 человек.